# Eriopyga rudis
Eriopyga rudis är en fjärilsart som beskrevs av Walker. Eriopyga rudis ingår i släktet Eriopyga och familjen nattflyn. Inga underarter finns listade i Catalogue of Life.